# Jana Mattuschová
Jana Mattuschová, de soltera Klánová (Kolín, 7 de septiembre de 1906 - 28 de mayo de 2000) fue una activista, periodista y escritora checa, activista de la Primera República por los derechos de los homosexuales. Trabajó en la oficina editorial de Hlas, publicando bajo seudónimos, especialmente bajo el nombre Eduard Weingart.

## Vida
Nació en Kolín, pero la familia se mudó a Praga en 1913. En los años 1917 a 1925 estudió en la escuela primaria para niñas de Krásnohorská y luego durante cuatro semestres en la facultad de Derecho de la Universidad Carolina. 
En 1927, Jana Klánová se casó, pero, tras 6 años, el matrimonio se separó.
Completó sus estudios de dos años en la Escuela Libre de Ciencias Políticas de Praga, como la primera mujer en 1930. En 1928, asumió un cargo de funcionaria en la Agencia Central de la Seguridad Social.
Se casó por segunda vez en 1937 y adoptó el apellido Tuhá. Sin embargo, también se divorciaría tras 9 de matrimonio. En marzo de 1944 fue arrestada y encarcelada en el Gueto de Theresienstadt, luego en Leipzig y Dresde, donde permaneció hasta el 7 de mayo de 1945.

## Obra

### Trabajo en la revistaHlas
A partir de la primavera de 1931 participó en la publicación de la revista Hlas sexualní minoriny [Voz de la minoría sexual] y más tarde en la revista sustituta Nový hlas [Nueva voz]. Allí escribió textos de ficción y poesía bajo el seudónimo de «Eduard Weingart» y otros,  y sobre todo aportes de movilización y activación del movimiento homosexual bajo el código -sigma. También escribió cuentos bajo el seudónimo de L. Řehořová. Contribuyó significativamente al hecho de que la revista no desapareciera y continuara con el nombre Nový hlas.
Jana Mattuschová fue la autora más longeva del círculo de autores de Hlas y la única persona del movimiento checo de entreguerras por minorías sexuales que tuvo la oportunidad de seguir el desarrollo del movimiento moderno de emancipación LGBT después de la Revolución de Terciopelo.

### Edición de libros
- Bajo el seudónimo de Eduard Weingart, publicó su primera novela, Město mužů [La ciudad de los hombres], que fue publicada en 1931 por el editor de Praga Karel Šťastný, con 800 ejemplares.[8][9][10]
- Probablemente escribió la novela Přátelství [Amistad] ese mismo año, que se publicó como un suplemento de Hlas, pero no se publicó como libro.[11]